# Felice Beato

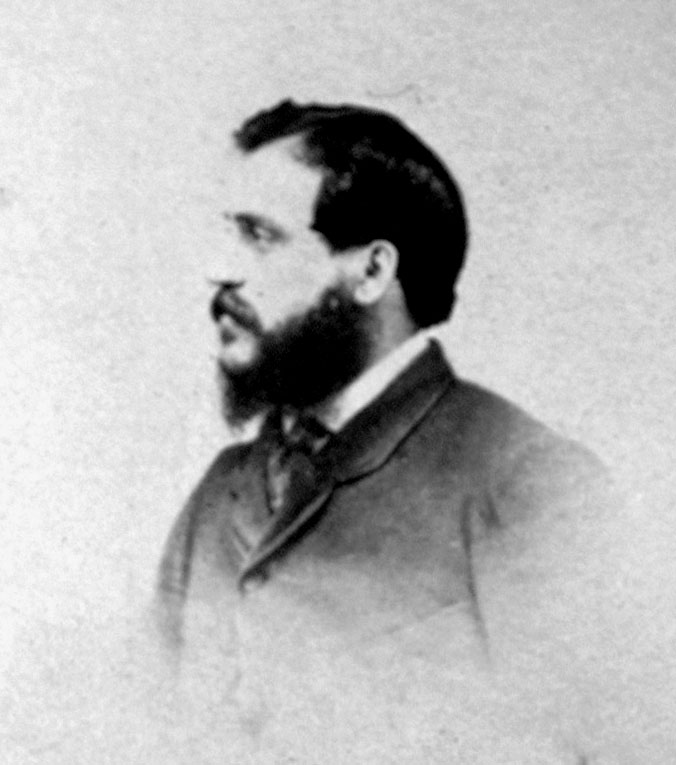
Felice Beato, fotografia nieznanego autora, ok. 1866

Felice Beato, znany też jako Felix Beato (ur. 1833 lub 1834, zm. 29 stycznia 1909) – fotograf pochodzący z Korfu. Jako jeden z pierwszych uwiecznił na fotografiach Daleki Wschód i był jednym z pierwszych fotografów wojennych. W swojej twórczości pokazywał życie codzienne, portrety ludzi, zdjęcia i panoramy architektury oraz krajobrazów Azji i krajów basenu Morza Śródziemnego. Liczne dalekie podróże Beato pozwoliły mu uwiecznić i przybliżyć Europejczykom i mieszkańcom Ameryki Północnej odległe i egzotyczne kraje oraz życie zamieszkujących je ludzi. Do dziś jego zdjęcia stanowią wyjątkową ilustrację takich wydarzeń historycznych, jak powstanie Sipajów czy II wojna opiumowa. Część jego fotograficznej twórczości stanowi pierwszą próbę tego, co później zostało nazwane fotoreportażem. Prace Beato wywarły znaczący wpływ na innych fotografów, zwłaszcza w Japonii, gdzie pracował on przez długi czas.

## Pochodzenie i narodowość
Pochodzenie i narodowość Felice Beato były przez długi czas sprawą problematyczną, ale zamieszanie, jakie powstało wokół jego miejsca i daty urodzenia wydaje się być obecnie wyjaśnione. Opierając się na zezwoleniach podróży, jakie otrzymał w roku 1858, można przyjąć, że Beato urodził się w roku 1833 lub 1834 na wyspie Korfu. W tych latach Korfu była częścią brytyjskiego protektoratu obejmującego Wyspy Jońskie, więc Beato był poddanym korony brytyjskiej. Od stuleci (do 1797) Korfu była jednak własnością Republiki Weneckiej, której tradycje nadal były żywe wśród mieszkańców wyspy, co tłumaczy dlaczego wiele źródeł pisało o Felice Beato jako o Włochu lub Wenecjaninie.
Ponieważ istnieje wiele fotografii podpisanych „Felice Antonio Beato” lub „Felice A. Beato”, przez długi czas sądzono, że był to jeden fotograf, który w jakiś sposób mógł w tym samym czasie robić zdjęcia w tak oddalonych miejscach jak Egipt i Japonia. Ale w roku 1983 Chantal Edel udowodniła, że „Felice Antonio Beato” to w rzeczywistości dwaj bracia – Felice Beato i Antonio Beato, którzy czasami pracowali razem, mając jeden podpis. To zamieszanie związane z podpisem nadal powoduje problemy z identyfikacją, który z braci zrobił dane zdjęcie.

## Morze Śródziemne, Krym i Indie
Mało jest informacji o pierwszych latach pracy Beato jako fotografa, ale wiadomo, że zakupił on swój pierwszy i jedyny obiektyw w Paryżu w 1851. Prawdopodobnie spotkał brytyjskiego fotografa Jamesa Robertsona na Malcie w 1850 i towarzyszył mu w podróży do Konstantynopola w 1851. W 1853 obaj zaczęli fotografować razem i w tym samym roku, lub w 1854, stworzyli spółkę zwaną „Robertson & Beato”, kiedy Robertson otworzył studio fotograficzne w Pera, w Konstantynopolu. Robertson i Beato dołączyli do brata Beato – Antonia w wyprawie fotograficznej na Maltę w 1854 lub 1856 oraz do Grecji i Jerozolimy w 1857. Kilka fotografii stworzonych w latach 50. XIX wieku jest podpisanych „Robertson, Beato and Co.” i jest prawdopodobne, że „and Co.” oznacza Antonia.

Wnętrze Sikandra Bagh po masakrze 2000 rebeliantów

Pod koniec 1854 lub na początku 1855 James Robertson poślubił siostrę Beato – Leonildę Marię Matildę Beato. Mieli trzy córki: Catherine Grace (ur. 1856), Edith Marcon Vergence (ur. 1859) i Helen Beatruc (ur. 1861).
W 1855 Felice Beato i Robertson podróżowali do Bałakławy, Krym, gdzie stworzyli reportaż o Wojnie krymskiej kontynuując dzieło Rogera Fentona. Fotografowali upadek Sewastopola we wrześniu 1855, tworząc ok. 60 zdjęć.
W lutym 1858 Felice Beato wyruszył do Kalkuty i rozpoczął swą podróż przez Północne Indie, aby udokumentować skutki powstania Sipajów. Podczas tej podróży zrobił pierwsze zdjęcia trupów, jakie kiedykolwiek wykonano. Uważa się, że na co najmniej jednym z jego zdjęć, zrobionym w pałacu Sikandra Bagh w Lucknow, szkielety i zwłoki hinduskich rebeliantów zostały poddane ekshumacji i odpowiednio poukładane, aby zwiększyć efekt dramatyczny. Beato był także w takich miastach, jak Delhi, Kanpur, Merath, Waranasi, Amritsar, Agra, Shimla i Lahaur. W lipcu 1858 przyłączył się do swego brata Antonia, który później opuścił Indie, prawdopodobnie z przyczyn zdrowotnych, w grudniu 1859. Antonio osiedlił się w Egipcie w 1860 i otworzył studio fotograficzne w Tebach w 1862.

## Chiny
W 1860 Felice Beato opuścił spółkę „Robertson & Beato”, choć Robertson używał tej nazwy do 1867. Beato został wysłany z Indii, by fotografować angielsko-francuskie działania wojenne w Chinach podczas II wojny opiumowej. W marcu przybył do Hongkongu i natychmiast zaczął uwieczniać miasto i okolice, nawet tak odległe jak Guangzhou. Fotografie Beato należą do pierwszych zrobionych w Chinach.
W Hongkongu Beato spotkał Charlesa Wirgmana, artystę i korespondenta gazety Illustrated London News. Oboje towarzyszyli marszowi wojsk angielsko-francuskich na północ do zatoki Dalian, potem do Beitangu i Fortów Dagu przy ujściu Hai He, oraz do Pekinu i Pałacu Letniego, Yuanmingyuan. Ilustracje artykułów Wirgmana często były inspirowane zdjęciami Beato zrobionymi podczas tej podróży.

### Forty Dagu

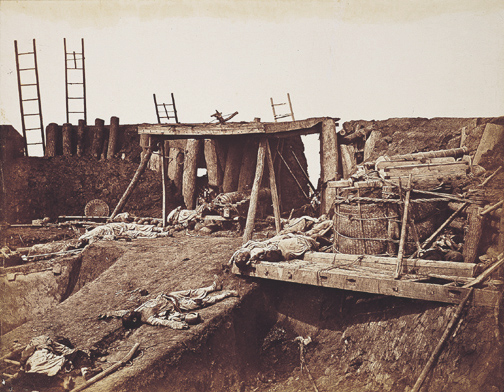
Wnętrze Północnego Fortu tuż po jego zdobyciu, 21 sierpnia 1860

Fotografie wykonane przez Beato podczas II wojny opiumowej są pierwszymi zdjęciami dokumentującymi rozwijające się działania militarne, poprzez sekwencje opisanych datą i łączących się ze sobą zdjęć. Jego fotografie Fortów Dagu reprezentują tę tendencję w mniejszej skali, tworząc narracyjną rekonstrukcję bitwy. Sekwencja obrazów pokazuje zbliżanie się do fortów, skutki bombardowań zewnętrznych murów i fortyfikacji, a w końcu zniszczone wnętrza fortów, włączając w to ciała zabitych chińskich żołnierzy. Zdjęcia nie były jednak robione w tej kolejności, gdyż ciała Chińczyków musiały być sfotografowane najpierw, przed przeniesieniem ich. Dopiero wtedy Beato mógł robić zdjęcia wnętrza i zewnętrza fortu. W albumach zdjęcia są poukładane w ten sposób, by odtworzyć przebieg bitwy.
Zdjęcia Beato przedstawiające chińskich żołnierzy – nigdy nie fotografował zmarłych Brytyjczyków i Francuzów – i sposób w jaki je robił dokładnie pokazują ideologiczne aspekty fotoreportażu. Wyniki prac obrazem przykładami militarnego triumfu i potęgi brytyjskiego imperializmu. Po powrocie Beato do Wielkiej Brytanii jego zdjęcia zostały użyte do usprawiedliwienia wojen opiumowych (i wszelkich innych wojen kolonialnych) oraz kształtowania publicznej świadomości o kulturach istniejących na wschodzie.

### Pałac Letni

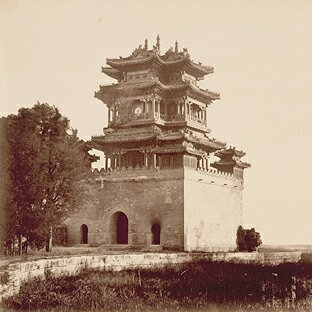
Belweder Boga Literatury, Pałac Letni przed jego zniszczeniem

Podczas pobytu w Pekinie Beato wykonał zdjęcia Pałacu Letniego, Yuanmingyuanu, prywatnej posiadłości chińskiego cesarza składającej się z pawilonu pałacowego, świątyń, dużego, sztucznego jeziora i ogrodów. Niektóre z tych fotografii, zrobione między 6 a 18 października 1860 są unikalnymi obrazami budynków, które były plądrowane przez armię angielsko-francuską, począwszy od 6 października, a potem, 18 i 19 października, zostały spalone przez Brytyjską Pierwszą Dywizję z rozkazu hrabiego Elgina, jako zemstę na cesarzu Chin za torturowanie i zabicie dwudziestu członków poselstwa sprzymierzonych. Jednymi z ostatnich zdjęć Beato zrobionych w Chinach były portrety hrabiego Elgina przybywającego do Pekinu, aby podpisać Konwencję Pekińską i księcia Gong, który podpisywał w imieniu cesarza Xianfenga.
Beato wrócił do Anglii w listopadzie 1861 i podczas zimy tego samego roku sprzedał czterysta zdjęć Chin i Indii Henry’emu Heringowi, londyńskiemu portreciście. Hering powielił je i zaczął sprzedawać. Kiedy pierwszy raz weszły na rynek, jedno zdjęcie kosztowało 7 szylingów, kompletna seria indyjska kosztowała 54,08 funta, a chińska 37,08 funtów. W tych czasach średni dochód na osobę w Anglii i Walii wynosił 32 funty rocznie.

## Japonia

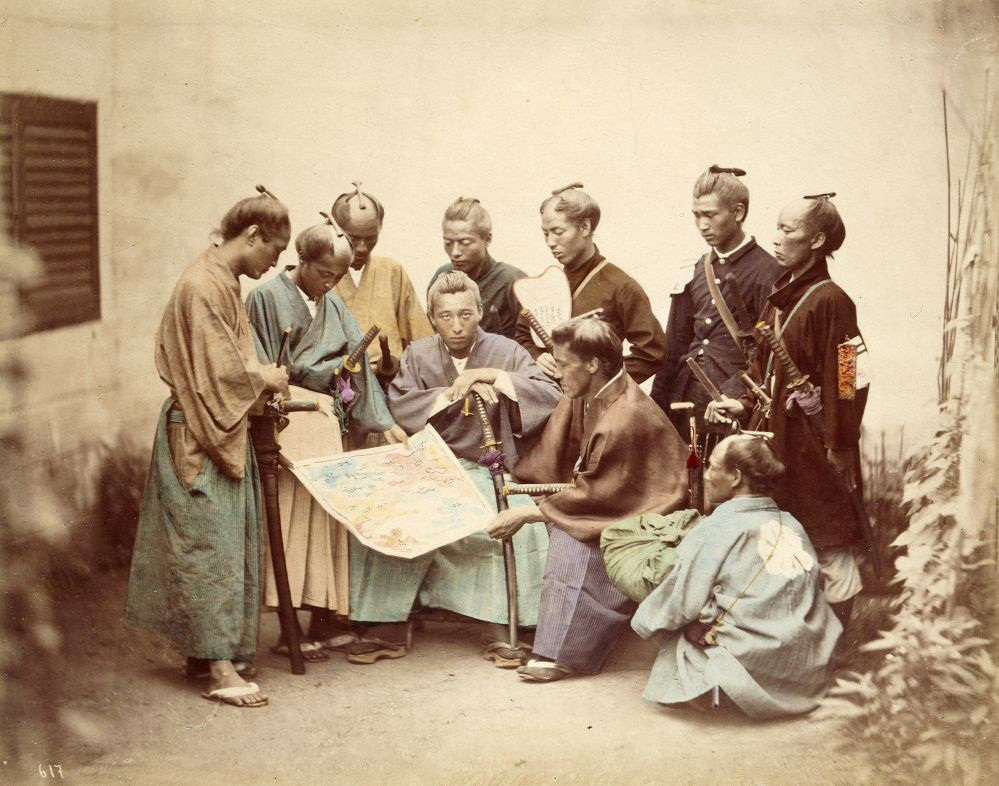
Samuraje z klanu Satsuma podczas wojny boshin (1868–1869)

W 1863 Beato przeniósł się do Jokohamy, Japonia, przyłączając się do Charlesa Wirgmana, który żył tam od 1861. Stworzyli oni spółkę nazwaną „Beato & Wirgman, Artists and Photographers” działającą w latach 1864–1867. Wirgman znowu produkował ilustracje inspirowane zdjęciami Beato, podczas gdy Beato fotografował niektóre szkice i inne prace Wirgmana.
Japońskie fotografie Beato to głównie portrety, zdjęcia rodzajowe, krajobrazy, miasta, seria fotografii dokumentujących scenerię i otoczenie drogi Tōkaidō i seria ukazująca ukiyo-e Andou Hiroshige’a i Katsushiki Hokusai. Zdjęcia zrobione w tym czasie są cenne, gdyż zostały wtedy wprowadzone przez Siogunat restrykcje dotyczące wjazdu obcokrajowców do kraju. Fotografie Beato są godne uwagi nie tylko ze względu na ich jakość, ale także z powodu rzadkości przedstawień Japonii z czasów epoki Edo

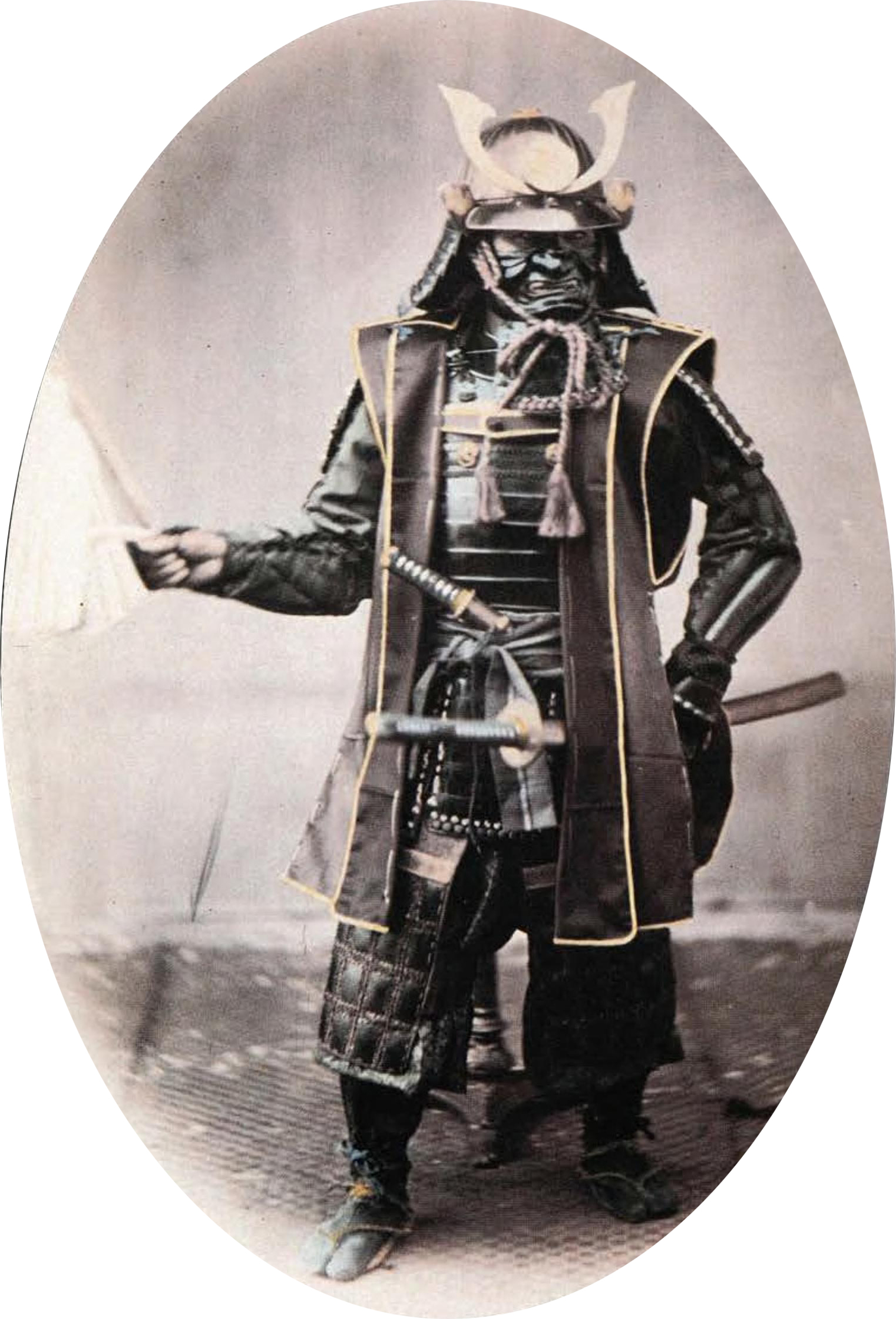
Japoński samuraj w zbroi, ok. 1860

W Japonii Beato był bardzo aktywny zawodowo. We wrześniu 1864 został oficjalnym fotografem wyprawy wojennej do Shimonoseki. Następnego roku zrobił wiele zdjęć Nagasaki i jego okolic. Od 1866 był często karykaturowany (uprzejmie) w Japan Punch – piśmie stworzonym i redagowanym przez Wirgmana. W październiku 1866 podczas pożaru, który strawił dużą część Jokohamy Beato stracił swoje studio i negatywy. Przez następne dwa lata pracował energicznie, by odtworzyć stracony materiał. Skutkiem tego są dwa albumy fotografii – „Native Types” zawierające 100 portretów i zdjęć rodzajowych, a także „Views of Japan” zawierające 98 krajobrazów i zdjęć miast. Wiele z tych fotografii było ręcznie malowanych, technikę tę stosowano i ulepszano w studiu Beato z dużymi sukcesami, wykorzystując do tego japońskie sztuki malowania akwarelami i za pomocą grawerowanych drewienek, japońskiego odpowiednika drzeworytu. Od 1869 do 1877 Beato, nie pracujący już z Wirgmanem, otworzył własne studio w Jokohamie, nazwane „F. Beato & Co., Photographers”, wraz z asystentem H. Woolettem, czterema japońskimi fotografami i czterema japońskimi artystami. Jednym z pomocników Beato był prawdopodobnie Kusakabe Kimbei, który potem zaczął pracować samodzielnie. Beato współpracował z Ueno Hikomą i innymi fotografami i być może robił zdjęcia barona Raimunda von Stillfried.
W 1871 Beato pracował jako oficjalny fotograf ekspedycji Stanów Zjednoczonych do Korei, dowodzonej przez Admirała Rodgersa. Zdjęcia zrobione przez Beato podczas wyprawy są pierwszymi fotografiami przedstawiającymi ten kraj i jego mieszkańców.

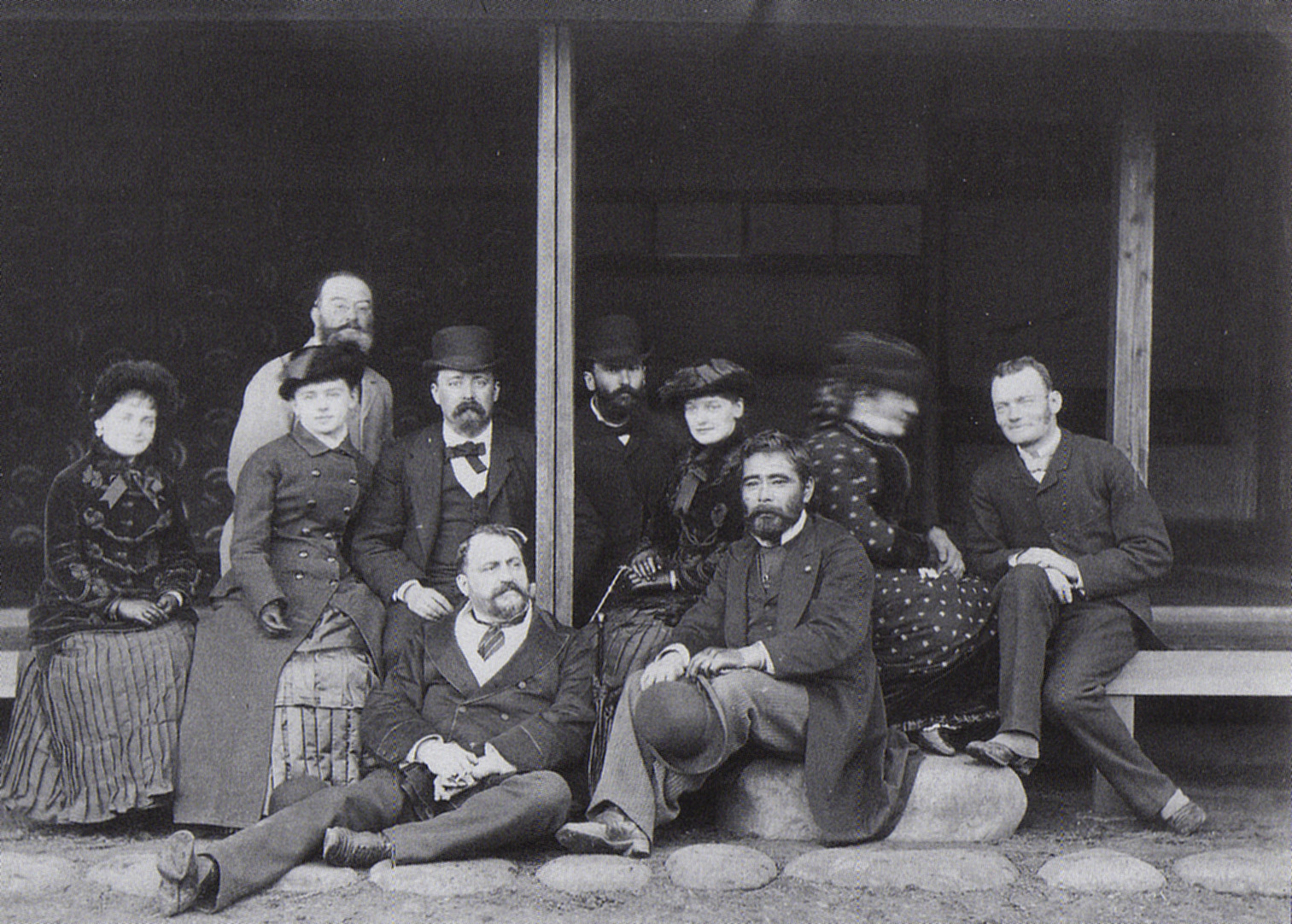
Felice Beato i Saigo Tsugumichi (obaj z przodu) z przyjaciółmi. Fotografia Huguesa Kraffta, 1882

W Japonii Beato nie ograniczał swojej aktywności tylko do fotografii, ale także zajmował się interesami. Posiadał kilka studiów fotograficznych, był konsultantem nieruchomości, prowadził interesy w Grand Hotelu w Jokohamie, był sprzedawcą importowanych dywanów i damskich torebek, a także innych towarów. Pojawiał się także czasami w sądach, zarówno jako świadek i oskarżyciel, jak i pozwany. 6 sierpnia 1873 Beato został konsulem generalnym Grecji w Japonii, prawdopodobnie z powodu swojego pochodzenia.
W 1877 Beato sprzedał większość swoich udziałów firmie Stillfried & Andersen, która wkrótce potem zajęła jego studio. W 1885 Stillfried & Andersen sprzedała udziały Adolfo Farsariemu. Po dobiciu targu ze Stillfried & Andersen, Beato najwyraźniej zawiesił na parę lat swoją działalność fotograficzną, koncentrując się na swojej równoległej karierze jako spekulanta finansowego i kupca. 29 listopada 1884 Beato opuścił Japonię, lądując ostatecznie w Port Said, w Egipcie. W japońskiej gazecie pisano w tym czasie, że stracił wszystkie swoje pieniądze na wymianie srebra.

## Późne lata

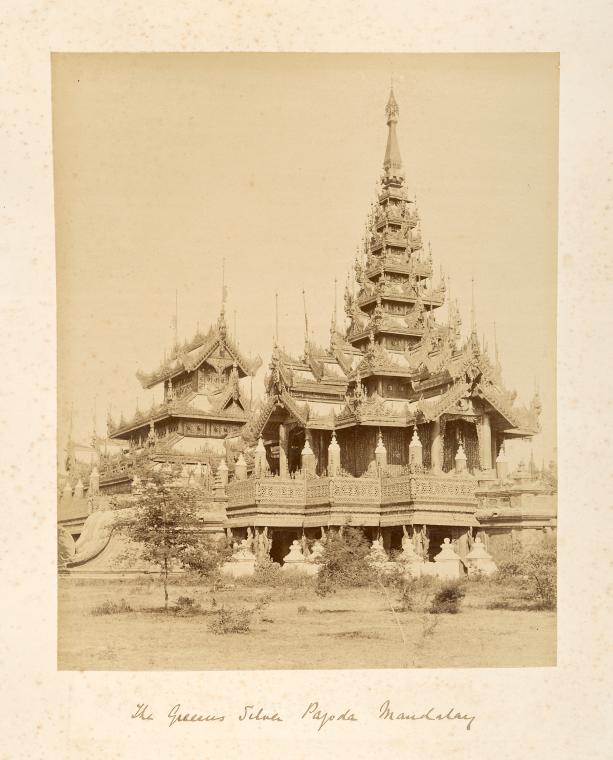
Srebrna Pagoda Królowej, Mandalaj, ok. 1889

Od 1884 do 1885 Beato był oficjalnym fotografem korpusu ekspedycyjnego prowadzonego przez Garneta Wolseleya do Chartumu, w Sudanie, mającej na celu pomoc Generałowi Charlesowi Gordonowi. Najprawdopodobniej nie zachowała się żadna fotografia Beato z tego okresu.
Niedługo po powrocie do Anglii, w 1886, Beato zaczął wykładać techniki fotograficzne w „London and Provincial Photographic Society”. Ale w 1888 znów wyruszył fotografować do Azji, tym razem do Birmy, gdzie od 1896 pracował w studiu fotograficznym (zwanym „The Photographic Studio”), a także handlował meblami i osobliwościami w Mandalaj, z oddziałem w Rangunie. Wiedza o ostatnich latach jego życia jest tak samo skąpa jak o pierwszych. Nie wiadomo, czy Beato pracował po 1899, ale w styczniu 1907 jego spółka, F. Beato Ltd., została zlikwidowana i prawdopodobnie Beato krótko po tym zmarł.

## Beato i fotografia
Fotografie z XIX wieku często zdradzały niedoskonałości technologiczne tej epoki, ale Felice Beato potrafił tworzyć dobre zdjęcia mimo tych przeszkód, a nawet wykorzystywać je. Przeważnie produkował zdjęcia z negatywów ze szklanych płytek za pomocą procesu kolodionowego. Poza względami estetycznymi, długi czas naświetlania, niezbędny w tym procesie, wymagał ostrożnej i przemyślanej kompozycje zdjęć. Tworząc portrety, często ustawiał ludzi tak, by na zdjęciu były widoczne także elementy architektury lub topografii krajobrazu. Czasami ludzie (lub inne poruszające się obiekty) stawali się niewyraźni, lub wręcz znikali z powodu długiego czasu naświetlania. Ten mankament był częstym zjawiskiem na fotografiach XIX wieku.
Tak jak inni XIX-wieczni zawodowi fotografowie, Beato często tworzył kopie swoich zdjęć. Oryginał mógł być przypięty do nieruchomej powierzchni i sfotografowany, tworząc w ten sposób drugi negatyw, który służył do wywołania większej ilości zdjęć. Szpilki używane do przypięcia oryginalnego zdjęcia są czasami widoczne na kopiach. Pomimo ograniczeń tej metody, włączając w to utratę wielu detali i obniżenie jakości, był to efektywny i ekonomiczny sposób kopiowania zdjęć.
Beato był jednym z pionierów ręcznie malowanych fotografii i jako jeden z pierwszych zaczął tworzyć panoramy. Malowanie zdjęć albo zasugerował mu Wirgman, albo zobaczył tę technikę u swoich współpracowników – Charlesa Parkera i Williama Parke’a Andrew. Niezależnie od inspiracji, kolorowe krajobrazy Beato są naturalne i delikatne. Technika sprawdzała się również przy portretach, malowanych mocniej niż krajobrazy. Przez cały czas swojej kariery zawodowej, Beato tworzył spektakularne panoramy, starannie wykonując serie zdjęć krajobrazu, a następnie łącząc je ze sobą. Kompletna wersja panoramy Beitangu złożona z dziewięciu zdjęć ma długość ponad 2,5 metra.
Dzielenie podpisu z bratem nie jest jedynym problemem utrudniającym identyfikację prac artysty. Kiedy Stillfried & Andersen kupili udziały Beato, zaczęli wydawać jego zdjęcia pod swoją nazwą, co było powszechnym procederem w XIX wieku. Zmieniali oni zdjęcia Beato poprzez dodawanie numerów, nazw lub innych zapisów wskazujących na ich firmę na negatywach, pozytywach lub oprawie. Stillfried & Andersen wyprodukowali też wiele kolorowych wersji czarno-białych zdjęć Beato. W związku z tym wiele zdjęć Beato zostało później uznanych za prace spółki Stillfried & Andersen. Na szczęście Beato podpisał sporo swoich fotografii grafitem lub atramentem na tylnej stronie zdjęcia. Nawet jeśli takim fotografiom został podmieniony podpis, pierwotna sygnatura często pozostała odbita z przodu zdjęcia i jest możliwa do odczytania za pomocą lustra. Ta metoda pomaga w ustaleniu nie tylko autorstwa danej fotografii, ale również czasu jej wykonania i tożsamości fotografowanego obiektu.